# Txassador
Txassador (en rus: Часадор) és un poble de la República de Komi, a Rússia, segons el cens del 2010 tenia 14 habitants.